# Olga Krasilová
Olga Krasilová (* 18. března 1925) je bývalá československá lyžařka.

## Lyžařská kariéra
Na VII. ZOH ve Cortina d'Ampezzo 1956 skončila v běhu na lyžích na 10 km na 25. místě. Startovala i na mistrovství světa 1954 ve Falunu ve štafetě na 3x5 km, která skončila na 5. místě a v individuálním závodě na 10 km skončila na 32. místě.